# Mongar
Mongar (dzongkha: མོང་སྒར་རྫོང་ཁག་; Wylie: Mong-sgar rdzong-khag; även Monggar eller Mongor) är ett av Bhutans tjugo distrikt (dzongkha). Huvudstaden är Mongar.
Distriktet har cirka 37 069 invånare på en yta av 1 946 km².

## Administrativ indelning
Distriktet är indelat i sjutton gewog:
- Balam Gewog
- Chaskhar Gewog
- Chhali Gewog
- Drametse Gewog
- Drepung Gewog
- Gongdue Gewog
- Jurmey Gewog
- Kengkhar Gewog
- Mongar Gewog
- Narang Gewog
- Ngatshang Gewog
- Saleng Gewog
- Sherimung Gewog
- Silambi Gewog
- Thangrong Gewog
- Tsakaling Gewog
- Tsamang Gewog